# Liste der Brigaden der Nord-Virginia-Armee in der Schlacht von Gettysburg
Die Liste der Brigaden der Nord-Virginia-Armee in der Schlacht von Gettysburg ist eine Auflistung jener 37 Infanterie-Brigaden, die an der Schlacht von Gettysburg vom 1. Juli bis 3. Juli 1863 teilnahmen.
Die Liste enthält die Zuordnung der Brigaden zu Divisionen und Korps, ihre Gliederung, Mannschaftsstärken vor und nach der Schlacht, Informationen über die aufgetretenen Verluste sowie die ungefähre Ankunft der jeweiligen Einheit auf dem Schlachtfeld. Nicht enthalten in diesen Angaben sind militärische Verbände auf Divisions- und Korpsebene, wie der Divisionsartillerie.
Aus der Tabelle lässt sich ablesen, dass die größten Verluste bei der Brigade von Alfred Iverson junior (Rodes's Division, II. Korps) auftraten. Dieser Großverband griff am ersten Tag der Schlacht nördlich der Stadt unkoordiniert eine befestigte Stellung der Potomac-Armee an, ohne diese vorher entsprechend aufgeklärt zu haben, und war dabei aufgerieben worden. Die dieser Brigade auf der Verlustliste folgenden Verbände waren alle Teilnehmer des am 3. Juli durchgeführten verlustreichen Angriffs (Pickett’s Charge) auf das Zentrum der Potomac-Armee.

## Gliederung der Nord-Virginia-Armee
Die Nord-Virginia-Armee war nach ihrem Sieg in der Schlacht bei Chancellorsville und dem Tod von Generalleutnant Thomas „Stonewall“ Jackson von ihrem Oberbefehlshaber, General Robert Edward Lee, von zwei in drei Armee-Korps umgegliedert worden. In der Schlacht von Gettysburg setzte sie sich aus folgenden Großverbänden zusammen:
- I. Korps (kommandiert von Generalleutnant James Longstreet) mit den Divisionen:
  - Division von Generalmajor Lafayette McLaws: 4 Brigaden mit 20 Regimentern
  - Division von Generalmajor George Pickett: 3 Brigaden mit 15 Regimentern
  - Division von Generalmajor John Bell Hood: 4 Brigaden mit 18 Regimentern
- II. Korps (Richard Stoddert Ewell) mit den Divisionen:
  - Division von Generalmajor Jubal Anderson Early: 4 Brigaden mit 17 Regimentern
  - Division von Generalmajor Edward Johnson: 4 Brigaden mit 22 Regimentern
  - Division von Generalmajor Robert Emmett Rodes: 5 Brigaden mit 22 Regimentern
- III. Korps (Ambrose Powell Hill) mit den Divisionen:
  - Division von Generalmajor Richard Heron Anderson: 5 Brigaden mit 21 Regimentern
  - Division von Generalmajor Henry Heth: 4 Brigaden mit 17 Regimentern
  - Division von Generalmajor William Dorsey Pender: 4 Brigaden mit 19 Regimentern
- Kavallerie-Division (J.E.B. Stuart): 6 Brigaden mit 26 Regimentern

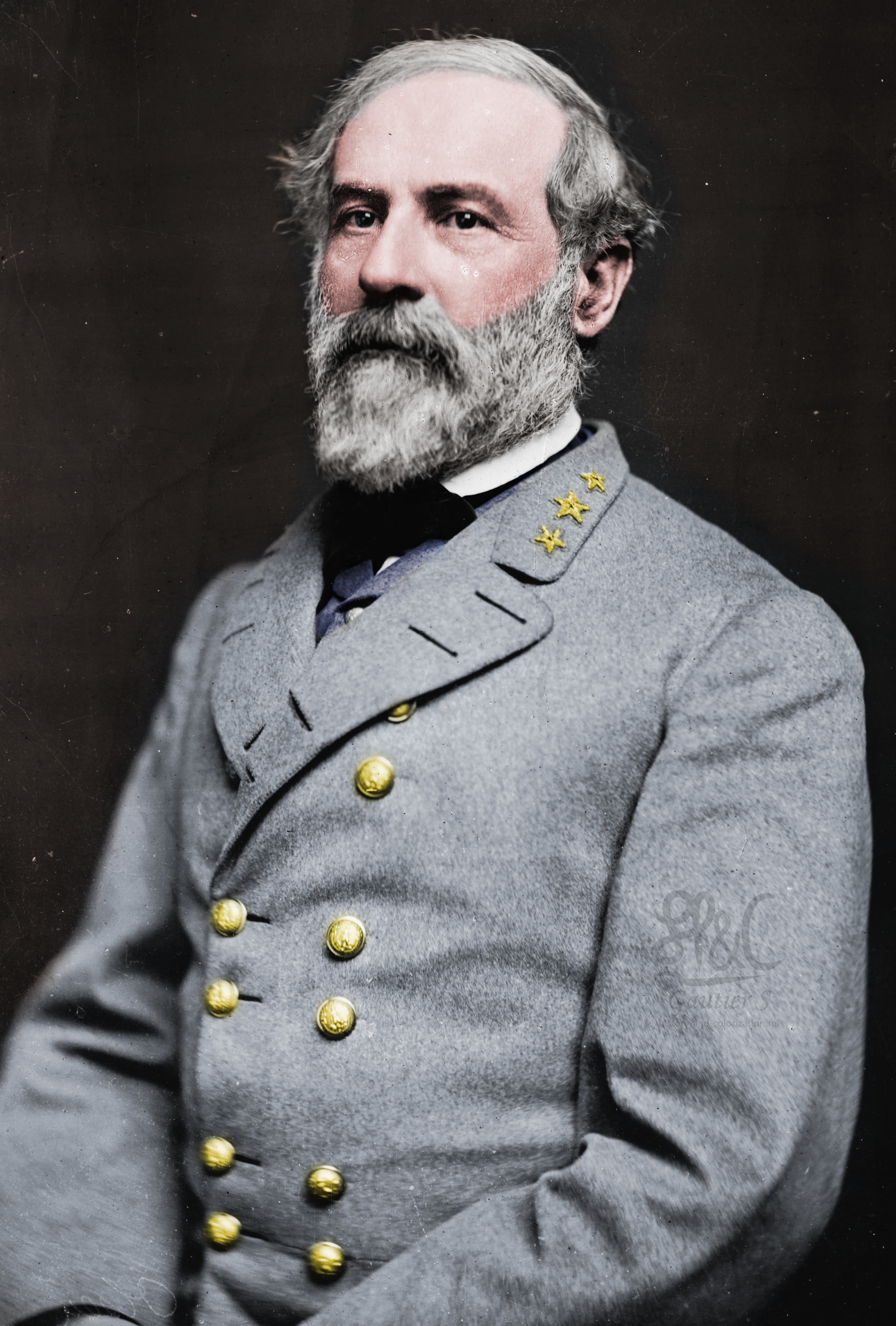
General Robert Edward Lee, Oberbefehlshaber der Nord-Virginia-Armee
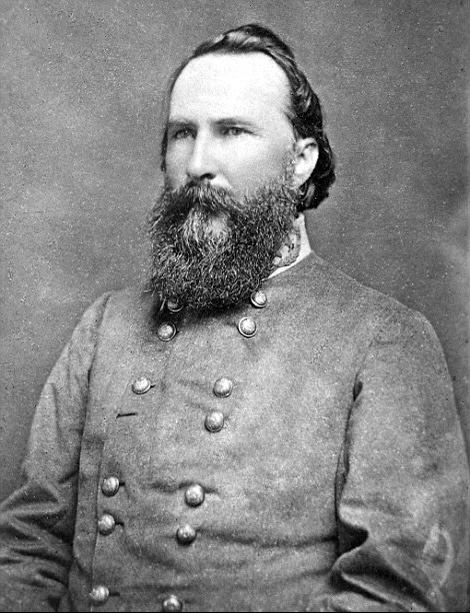
Generalleutnant James Longstreet, Kommandierender General I. Korps
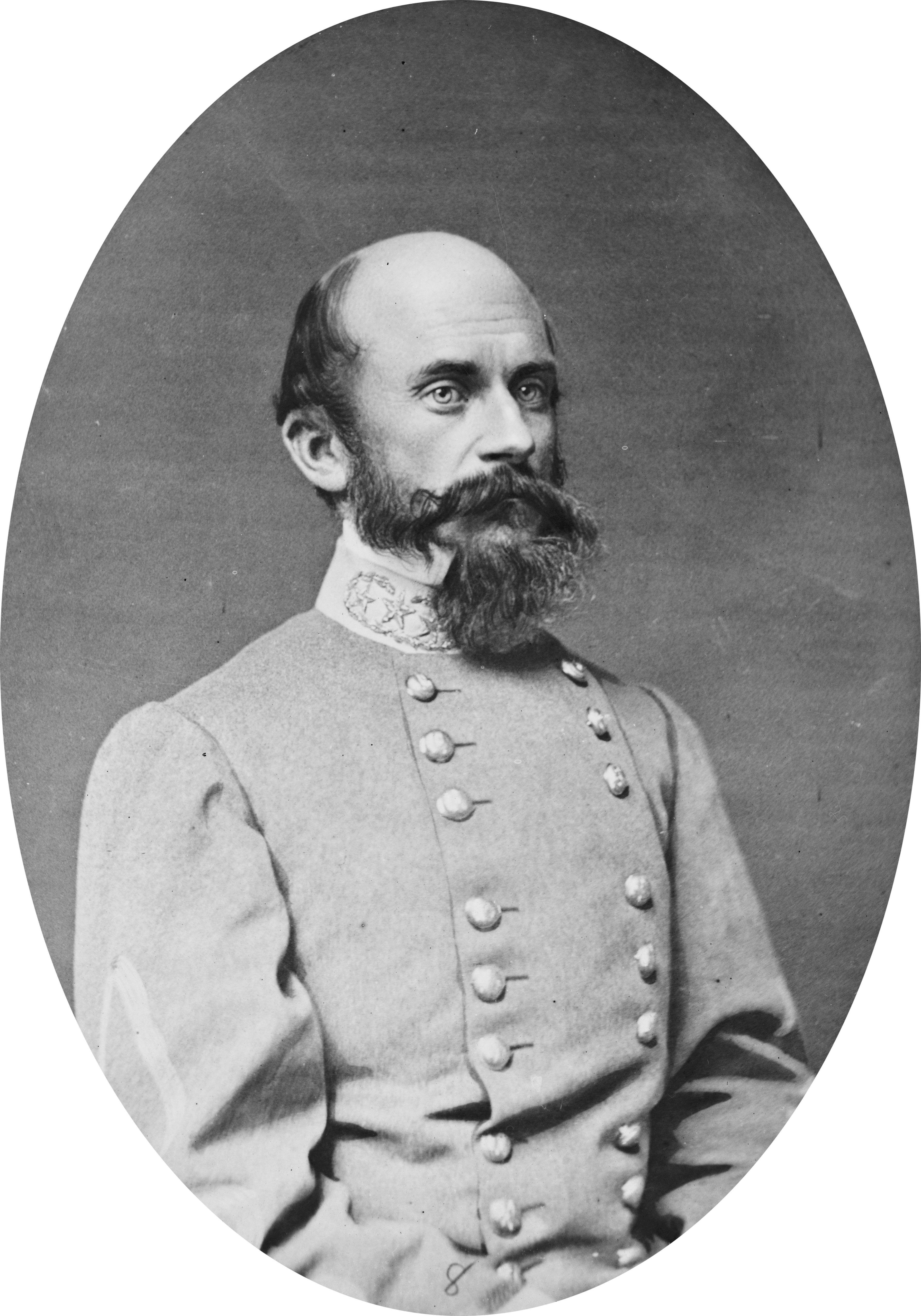
Generalleutnant Richard Stoddert Ewell, Kommandierender General II. Korps
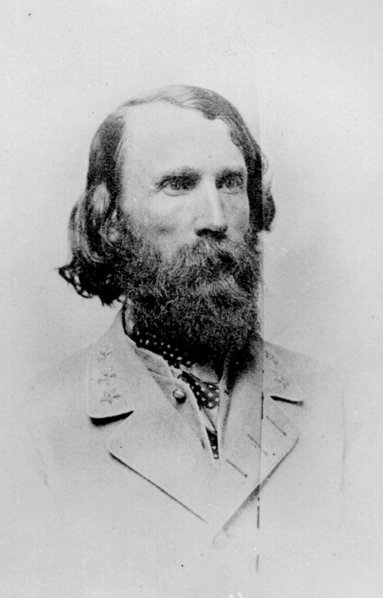
Generalleutnant Ambrose Powell Hill, Kommandierender General III. Korps
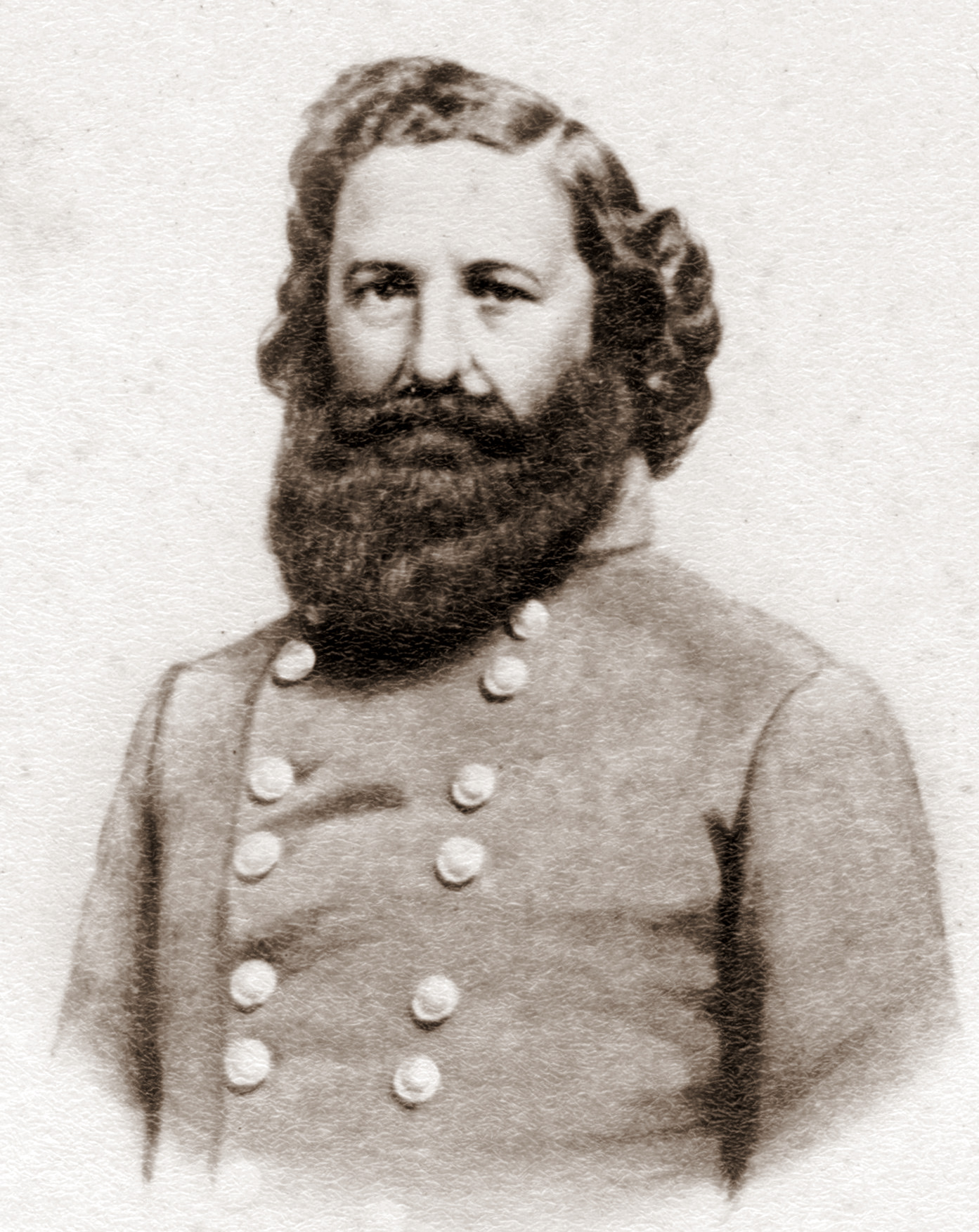
Generalmajor Lafayette McLaws, Divisionskommandeur I. Korps
Generalmajor George Pickett, Divisionskommandeur I. Korps
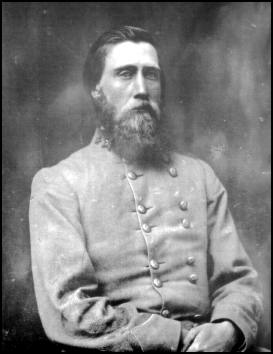
Generalmajor John Bell Hood, Divisionskommandeur I. Korps
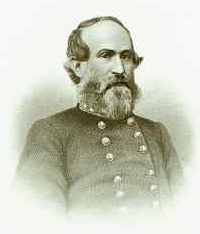
Generalmajor Jubal A. Early, Divisionskommandeur II. Korps
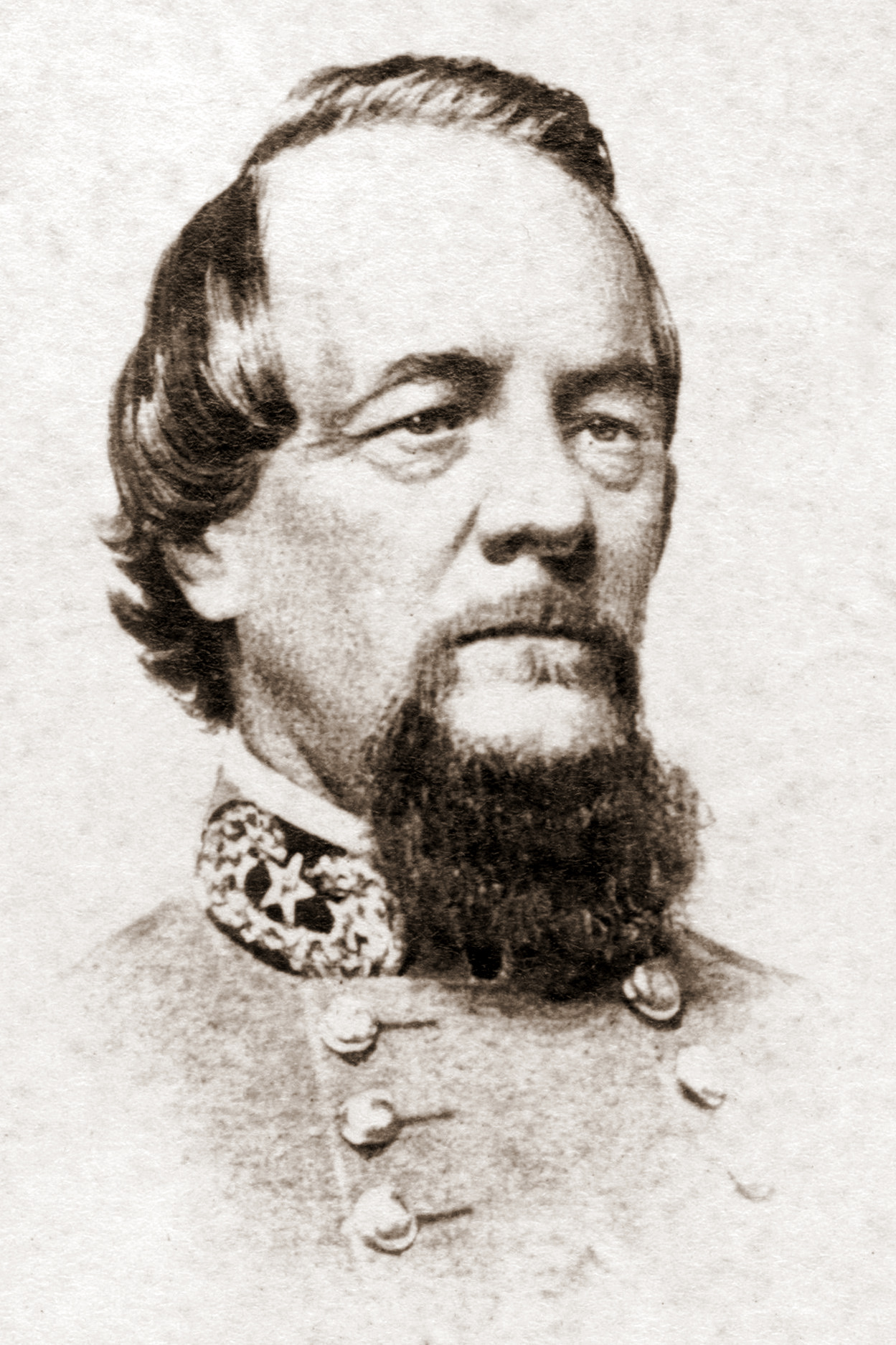
Generalmajor Edward Johnson, Divisionskommandeur II. Korps
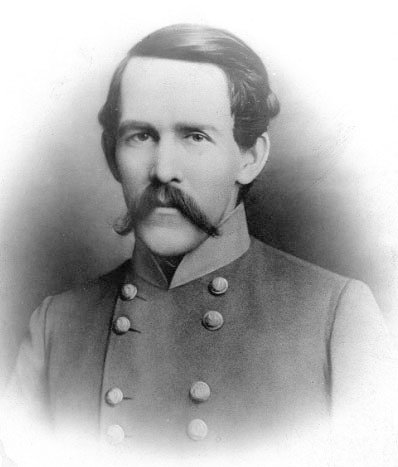
Generalmajor Robert Emmett Rodes, Divisionskommandeur II. Korps
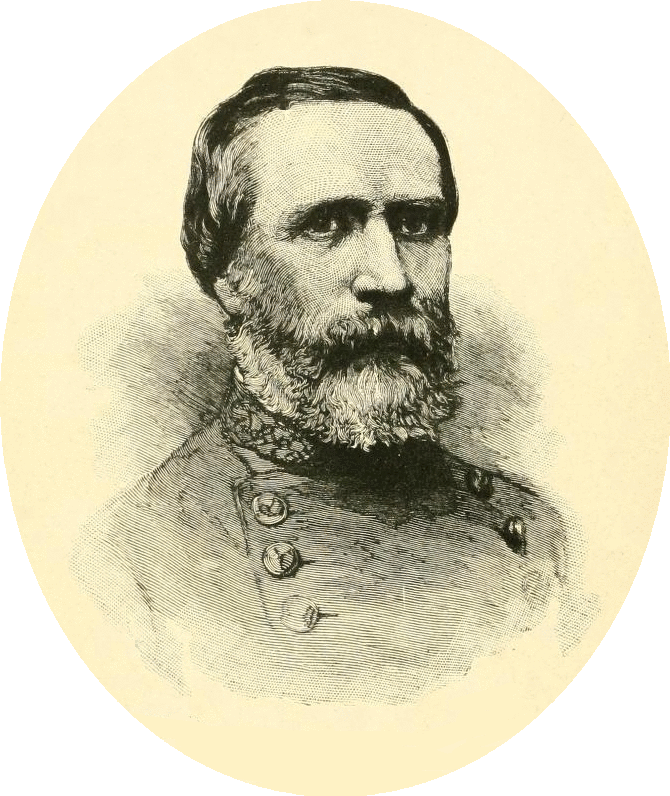
Generalmajor Richard Heron Anderson, Divisionskommandeur III. Korps
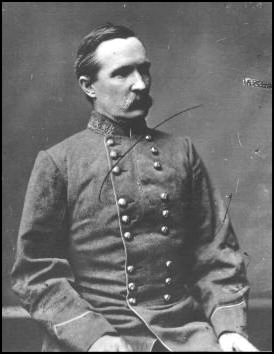
Generalmajor Henry Heth, Divisionskommandeur III. Korps
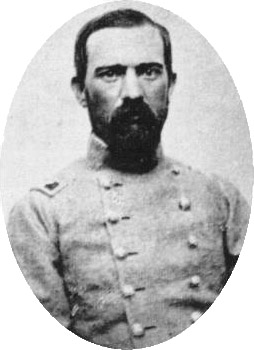
Generalmajor William Dorsey Pender, Divisionskommandeur III. Korps
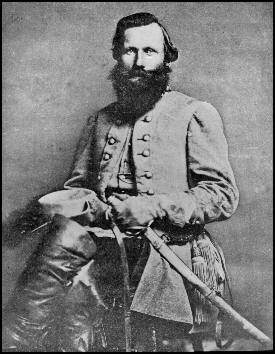
Generalmajor J.E.B. Stuart, Kommandeur Kavallerie-Division

## Legende
Die Liste der Brigaden der Armee der Konföderation besteht aus folgenden Spalten:
- AK: Nummer des Armeekorps
- DIV: Nummer der Division innerhalb eines Armeekorps
- Brigade: Nummer der Brigade innerhalb einer Division bzw. Eigenname der Brigade
- Kommandeur: Familienname des Kommandeurs am 1. Juli 1863 (wird oft auf Karten der Schlacht verwendet)
- Gliederung: Regimentsnummer in Kombination mit dem Bundesstaat (z. B. 144NY = 144. New Yorker-Infanterie-Regiment)
- Ankunft:: Ankunft der Brigade auf dem Schlachtfeld
- ST1: Stärke der Brigade am 30. Juni 1863
- Verluste: Gefallene/Verwundete/Kriegsgefangene
- V%: prozentuelle Verluste
- ST2: Stärke der Brigade am 4. Juli 1863

Für die Abkürzung der Bundesstaaten wurde die ISO 3166-2-Kodierung verwendet. Folgende Bundesstaates stellten Brigaden für die Nord-Virginia-Armee:
- AL...Alabama
- AR...Arkansas
- FL...Florida
- GA...Georgia
- LA...Louisiana
- MD...Maryland
- MS...Mississippi
- NC...North Carolina
- SC...South Carolina
- TX...Texas
- VA...Virginia

## Liste der Brigaden der Nord-Virginia-Armee
| AK   | Division        | Brigade               | Kommandeur    | Gliederung                                               | Ankunft    | ST1  | Verluste    | V%     | ST2  |
| ---- | --------------- | --------------------- | ------------- | -------------------------------------------------------- | ---------- | ---- | ----------- | ------ | ---- |
| I.   | McLaws's Div.   | Kershaw's Brig.       | Kershaw       | 2SC, 3SC, 7SC, 8SC, 15SC, 3SCB                           | 2.7./06:00 | 2183 | 179/419/51  | 29,7 % | 1534 |
| I.   | McLaws's Div.   | Barksdale's Brig.     | Barksdale     | 13MS, 17MS, 18MS, 21MS                                   | 2.7./09:00 | 1620 | 156/470/178 | 49,6 % | 816  |
| I.   | McLaws's Div.   | Semmers's Brig.       | Semmers       | 10GA, 50GA, 51GA, 53GA                                   | 2.7./06:30 | 1334 | 80/261/91   | 32,4 % | 904  |
| I.   | McLaws's Div.   | Wofford's Brig.       | Wofford       | 3GAB, 16GA, 18GA, 24GA, Cobb's Legion, Phillips's Legion | 2.7./09:00 | 1627 | 48/184/138  | 22,7 % | 1257 |
| I.   | Hood's Div.     | Law's Brig.           | Law           | 4AL, 15AL, 44AL, 47AL, 48AL                              | 2.7./09:00 | 1933 | 99/253/148  | 25,9 % | 1433 |
| I.   | Hood's Div.     | Robertson's Brig.     | Robertson     | 3AR, 1TX, 4TX, 5TX                                       | 2.7./09:00 | 1734 | 152/313/138 | 34,8 % | 1131 |
| I.   | Hood's Div.     | Benning's Brig.       | Benning       | 2GA, 15GA, 17GA, 20GA                                    | 2.7./13:00 | 1420 | 95/275/149  | 36,5 % | 901  |
| I.   | Hood's Div.     | Anderson's Brig.      | Anderson      | 7GA, 8GA, 9GA, 11GA, 59GA                                | 2.7./14:00 | 1874 | 152/468/102 | 38,5 % | 1152 |
| I.   | Pickett's Div.  | Kemper's Brig.        | Kemper        | 1VA, 3VA, 7VA, 11VA, 24VA                                | 3.7./08:00 | 1634 | 171/367/165 | 43,0 % | 931  |
| I.   | Pickett's Div.  | Armistead's Brig.     | Armistead     | 9VA, 14VA, 38VA, 53VA, 57VA                              | 3.7./08:00 | 1950 | 187/447/587 | 62,6 % | 729  |
| I.   | Pickett's Div.  | Garnett's Brig.       | Garnett       | 8VA, 18VA, 19VA, 28VA, 56VA                              | 3.7./08:00 | 1459 | 231/393/324 | 65,0 % | 511  |
| II.  | Early's. Div.   | Gordon's Brig.        | Gordon        | 13GA, 26GA, 31GA, 38GA, 60GA, 61GA                       | 1.7./15:00 | 1813 | 112/297/128 | 29,6 % | 1276 |
| II.  | Early's. Div.   | Hoke's Brig.          | Avery         | 6NC, 21NC, 57NC                                          | 1.7./15:00 | 1244 | 92/213/107  | 33,1 % | 832  |
| II.  | Early's. Div.   | Hays's Brig.          | Hays          | 5LA, 6LA, 7LA, 8LA, 9LA                                  | 1.7./15:00 | 1295 | 51/187/86   | 25,0 % | 971  |
| II.  | Early's. Div.   | Smith's Brig.         | Smith         | 31VA, 49VA, 52VA                                         | 1.7./15:00 | 806  | 46/115/52   | 26,4 % | 593  |
| II.  | Rodes's Div.    | Daniel's Brig.        | Daniel        | 32NC, 43NC, 45NC, 53NC, 2NCB                             | 1.7./13:00 | 2052 | 227/583/116 | 45,1 % | 1126 |
| II.  | Rodes's Div.    | Doles's Brig.         | Doles         | 4GA, 12GA, 21GA, 44GA                                    | 1.7./13:00 | 1323 | 46/106/67   | 16,6 % | 1104 |
| II.  | Rodes's Div.    | Iverson's Brig.       | Iverson       | 5NC, 12NC, 20NC, 23NC                                    | 1.7./13:00 | 1384 | 182/399/322 | 65,2 % | 481  |
| II.  | Rodes's Div.    | Ramseur's Brig.       | Ramseur       | 2NC, 4NC, 14NC, 30NC                                     | 1.7./13:00 | 1024 | 39/149/87   | 26,9 % | 749  |
| II.  | Rodes's Div.    | O'Neal's Brig.        | O’Neal        | 3AL, 5AL, 6AL, 12AL, 26AL                                | 1.7./13:00 | 1688 | 90/422/184  | 41,2 % | 992  |
| II.  | Johnson's Div.  | Steuart's Brig.       | Steuart       | 1NC, 3NC, 10VA, 23VA, 37VA, 1MDB                         | 1.7./19:30 | 2121 | 149/385/235 | 36,3 % | 1352 |
| II.  | Johnson's Div.  | Nicholls's Brig.      | Williams      | 1LA, 2LA, 10LA, 14LA, 15LA                               | 1.7./19:30 | 1104 | 66/287/36   | 35,2 % | 715  |
| II.  | Johnson's Div.  | Jones's Brig.         | Jones         | 21VA, 25VA, 42VA, 44VA, 48VA, 50VA                       | 1.7./19:30 | 1467 | 78/293/82   | 30,9 % | 1014 |
| II.  | Johnson's Div.  | Stonewall Brigade     | Walker        | 2VA, 4VA, 5VA, 27VA, 33VA                                | 1.7./19:30 | 1323 | 65/173/100  | 25,5 % | 985  |
| III. | Anderson's Div. | Wilcox's Brig.        | Wilcox        | 8AL, 9AL, 10AL, 11AL, 14AL                               | 1.7./17:00 | 1726 | 78/443/257  | 45,1 % | 948  |
| III. | Anderson's Div. | Mahone's Brig.        | Mahone        | 6VA, 12VA, 16VA, 41VA, 61VA                              | 1.7./17:00 | 1542 | 12/51/39    | 6,6 %  | 1440 |
| III. | Anderson's Div. | Perry's Brig.         | Lang          | 2FL, 5FL, 8FL                                            | 1.7./17:00 | 742  | 80/228/147  | 61,3 % | 287  |
| III. | Anderson's Div. | Posey's Brig.         | Posey         | 12MS, 16MS, 19MS, 48MS                                   | 1.7./17:00 | 1322 | 15/80/17    | 8,5 %  | 1210 |
| III. | Anderson's Div. | Wright's Brig.        | Wright        | 3GA, 22GA, 48GA, 2GAB                                    | 1.7./17:00 | 1413 | 184/343/169 | 49,3 % | 717  |
| III. | Heth's Div.     | Pettigrew's Brig.     | Pettigrew     | 11NC, 26NC, 47NC, 52NC                                   | 1.7./08:30 | 2581 | 386/915/149 | 56,2 % | 1131 |
| III. | Heth's Div.     | Davis's Brig.         | Davis         | 2MS, 11MS, 42MS, 55MS                                    | 1.7./07:30 | 2305 | 289/677/66  | 44,8 % | 1273 |
| III. | Heth's Div.     | Brockenbrough's Brig. | Brockenbrough | 40VA, 47VA, 55VA, 22VAB                                  | 1.7./08:30 | 971  | 35/130/21   | 19,2 % | 785  |
| III. | Heth's Div.     | Archer's Brig.        | Archer        | 13AL, 5ALB, 1TN, 7TN, 14TN                               | 1.7./07:30 | 1198 | 69/219/396  | 57,1 % | 514  |
| III. | Pender's Div.   | McGowan's Brig.       | Perrin        | 1SC, 1SC(Rifles), 12SC, 13SC, 14SC                       | 1.7./10:00 | 1882 | 128/451/16  | 31,6 % | 1287 |
| III. | Pender's Div.   | Lane's Brig.          | Lane          | 7NC, 18NC, 28NC, 33NC, 37NC                              | 1.7./10:00 | 1734 | 178/376/238 | 45,7 % | 942  |
| III. | Pender's Div.   | Scale's Brig.         | Scales        | 13NC, 16NC, 22NC, 34SC, 38NC                             | 1.7./10:00 | 1351 | 175/358/171 | 52,1 % | 647  |
| III. | Pender's Div.   | Thomas's Brig.        | Thomas        | 14GA, 35GA, 45GA, 49GA                                   | 1.7./10:00 | 1326 | 34/127/103  | 19,9 % | 1062 |